# Richard Robbins
Richard Sthepens Robbins (Weymouth, 4 de diciembre de 1937 – Rhinebeck, 7 de noviembre de 2012) fue un compositor estadounidense, conocido principalmente por realizar las bandas sonoras de gran parte de las películas que realizaron James Ivory e Ismail Merchant con su productora Merchant Ivory. Entre ellas se encuentran la de Una habitación con vistas (1985), Maurice (1987), Regreso a Howards End (1992) y Lo que queda del día (1993). Por las dos últimas, recibió nominaciones al Premio Óscar a la mejor banda sonora y por Una habitación con vistas y Maurice obtuvo una nominación al BAFTA y el premio a la mejor banda sonora en el Festival Internacional de Cine de Venecia, respectivamente.
Se graduó del New England Conservatory en Boston y profundizó sus estudios musicales en Viena. Originalmente dedicado a la educación, fue director del Mannes College of Music y durante su tiempo ahí realizó un documental sobre el colegio, el cual fue producido por Ismail Merchant. Fue gradualmente tornando hacia la composición tras incorporarse a la productora de Merchant y James Ivory y junto a ellos y Ruth Prawer Jhabvala (guionista) trabajó en equipo durante más de treinta años. Según Ronald Bergan, columnista de The Guardian, Robbins compartía la «culta, cosmopolita sensibilidad de los otros» y fue por el «excepcional balance entre similitudes y contrastes de sus miembros» que el cuarteto pudo mantenerse unido. James Ivory, por su parte, dijo que la música de Robbins era «una parte integral» de sus películas y que a veces sentía que si le pasaba algo y no tenían su música, la película «no sería una película Merchant Ivory».
Fue pareja de Michael Schell, un pintor y también compositor. Juntos realizaron en 1996 una obra teatral basada en el Viacrucis.
Murió en noviembre de 2012 tras una larga lucha contra el Parkinson.

## Trabajos
Robbins realizó la banda sonora de las siguientes películas, a no ser que se indique lo contrario.
- Sweet Sounds (1976); cortometraje; director
- Roseland (1977); asistente del productor Ismail Merchant
- Los europeos (1979)
- Jane Austen en Manhattan (1980)
- Quartet (1981)
- Oriente y Occidente (1983)
- Las bostonianas (1984)
- Una habitación con vistas (1985)
- Las locas vacaciones de Catskill Street (1987)
- My Little Girl (1987)
- Maurice (1987)
- The Perfect Murder (1988)
- Esclavos de Nueva York (1989)
- Love and Other Sorrows (1989, TV)
- Bail Jumper (1990)
- Esperando a Mr. Bridge (1990)
- La balada del Sad Café  (1991);
- Regreso a Howards End (1992)
- Lo que queda del día (1993)
- Street Musicians of Bombay (1994); también director
- Jefferson en París (1995)
- Sobrevivir a Picasso  (1996)
- La propietaria (1996)
- Lumière and Company: segmento "Merchant Ivory" (1996)
- The Hidden Dimension (1997)
- La hija de un soldado nunca llora (1998)
- Place Vendôme (1998);
- Cotton Mary (1999);
- La copa dorada  (2000)
- The Girl (2000)
- The Mystic Masseur  (2001)
- Le divorce (2003)
- La condesa rusa (2005)[5]

## Premios y distinciones
Premios Óscar
| Año  | Categoría          | Película             | Resultado |
| ---- | ------------------ | -------------------- | --------- |
| 1994 | Mejor banda sonora | Lo que queda del día | Nominado  |

Festival Internacional de Cine de Venecia
| Año  | Categoría                    | Película | Resultado |
| ---- | ---------------------------- | -------- | --------- |
| 1987 | Golden Osella a la mejor BSO | Maurice  | Ganador   |